# Svarthuvad vävare
Svarthuvad vävare (Ploceus melanocephalus) är en tätting i familjen vävare. Den förekommer naturligt i Afrika söder om Sahara, men har även införts till södra Portugal där det nu finns en frilevande population.

## Utseende
Svarthuvad vävare är en 14–16 centimeter lång fågel som tillhör en grupp vävare med mycket likartad teckning, i stort svart huvud och gulaktig kropp. Den svarthuvade vävaren känns normalt igen på kombinationen av en gul halsring, gult bröst, mörkt öga och fint längdstrimmig gråbrun till olivfärgad rygg. Underarten dimidiatus har dock kastanjefärgad undersida, med det gula begränsat till undergumpen. Liknande gulryggig vävare och jubavävare saknar den gula kragen. 
Utanför häckningstid är både hona och hane ganska kontrastlös, utan svart huvud och lysande färger. Istället är den mer genomgående gråbrun med olivtoner men det beiga bröstet skiljer den från gulryggig vävare i denna teckning.
Underarterna skiljer sig åt något, där melanocephalus helt saknar rödbrunt på bröstet vilket capitalis och dimidiatus uppvisar i olika grad.

## Läte
Sången är rätt sträv, inledd med gnissliga "si si si..." och avslutad med typiskt vävartjatter och lägre nasala ljud. Från kolonierna hörs ett gnissligt sorl varifrån enskilda individer kan vara svåra att urskilja.

## Utbredning och systematik
Svarthuvad vävare delas in i fyra underarter med följande utbredning:
- Ploceus melanocephalus melanocephalus – norra Senegal till södra Mauretanien, Niger och Mali
- Ploceus melanocephalus capitalis – Guinea-Bissau till Niger, södra Tchad och Centralafrikanska republiken
- Ploceus melanocephalus duboisi – Kongo-Brazzaville, södra Centralafrikanska republiken och Kongo-Kinshasa
- Ploceus melanocephalus dimidiatus – Eritrea, nordvästra Etiopien, sydöstra Sudan, södra Sydsudan, östra Kongo-Kinshasa, Uganda, Rwanda, Burundi, västra Kenya, nordvästra Tanzania och nordöstra Zambia

Vissa urskiljer även underarten fischeri med utbredning i östra Kongo-Kinshasa, Uganda, västra Kenya, nordvästra Tanzania och norra Zambia.

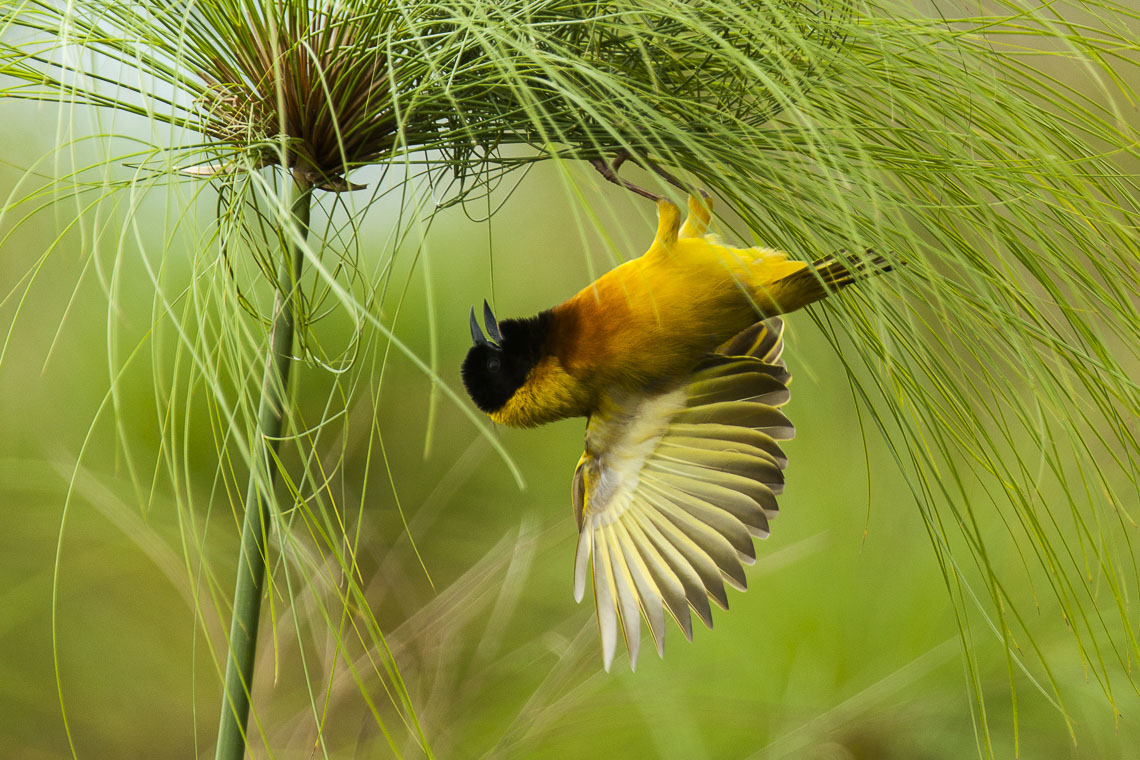
Födosökande svarthuvad vävare av underarten dimidiatus i Uganda.

Svarthuvad vävare är en av flera afrikanska arter som med människans hjälp även etablerat sig i Europa. Ungefär sedan sekelskiftet 2000 häckar den kring Faro i södra Portugal, där även gulkronad eldvävare (Euplectes afer) och helenaastrild (Estrilda astrild) häckar. Alla dessa arter anses härstamma från burfåglar.
Arten hybridiserar troligen med victoriavävare i Uganda.

## Ekologi

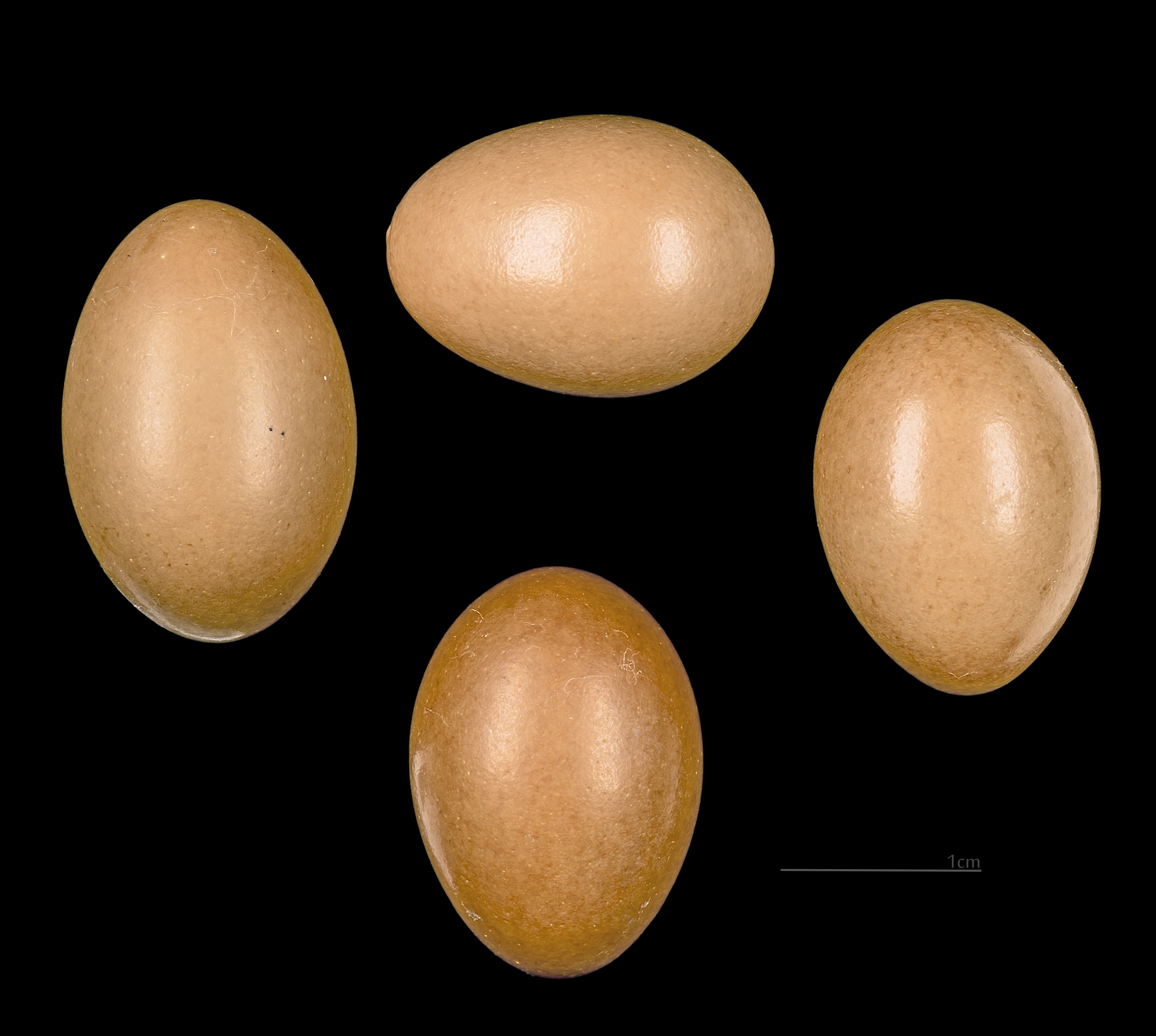
Ägg av svarthuvad vävare, underarten melanocephalus.

Fågeln förekommer i fuktiga områden med högt gräs nära floder eller stillastående vatten samt fält med vass eller papyrus. Den livnär sig av frödn och insekter. Arten har ett polygynt häckningsbeteende, med två eller tre honor i reviret samtidigt. Den häckar huvudsakligen en och en, men ibland i kolonier bredvid smalnäbbad vävare och byvävare, ibland också mindre maskvävare eller sydlig eldvävare. Boet är sfäriskt eller lökformat med ingång undertill utan tunnel, generellt mer än två meter ovan mark eller vatten. Honan lägger två till tre vita, blågröna, grårosa eller bruna ägg och ruvar dessa ensam. Båda könen matar dock ungarna. Arten boparasiteras av didrikglansgök.

## Status och hot
Arten har ett stort utbredningsområde och en stor population med stabil utveckling. Utifrån dessa kriterier kategoriserar internationella naturvårdsunionen IUCN arten som livskraftig (LC).